# 中形外颈吸虫
中形外颈吸虫（学名：Episthmium intermedium）为棘口科外颈属的动物。分布于俄罗斯以及中国大陆的福建等地，营寄生生活，宿主苍鹭的法布氏囊、白头鹞、白尾鹞、牛背鹭、大白鹭、斑胸田鸡以及鸬鹚等的肠中。